# Бобылевка (Саратовская область)
Бобылевка (ранее — село Рязанов Брод) — село в Романовском районе Саратовской области Российской Федерации.
До 2023 года являлось административным центром Бобылевского муниципального образования.

## История
Село Бобылёвка одно из старых сёл Романовского района. Дата возникновения населённого пункта относится к концу XVIII века.
Первое название села — Рязанов Брод. Здесь имеется и небольшая речка с таким же названием.
Помещики Львовы имели прямое отношение к местным сельскохозяйственным угодьям. Они и взимали плату за пользование, так называемую «бобыльщину». Земли эти принадлежали помещикам Львовым, которые взимали с крестьян бобыльщину. В 1836 году на кладбище было построено первое здание местной церкви. Сооружение было холодным, но с колокольней и престолом во имя Казанской Божией Матери. Но вскоре после этого был освящён второй, главный храм села.
В составе Балашовского уезда Саратовской губернии Бобылёвка была центром одноимённой волости.
В годы Великой Отечественной войны 343 человека не вернулись в родное село, пали на полях сражений.

## Физико-географическая характеристика
Село Бобылевка расположено на возвышенности вдоль реки Сухой Карай на севере Романовском районе. Находится в 9 км от районного центра Романовка и в 223 км от города Саратова.
Климат
Климат в селе умеренно холодный. Наблюдается большое количество осадков, даже в самый засушливый месяц (согласно классификации климатов Кёппена — Dfa). Среднегодовая температура в Бобылевке — 6,0 °C. Среднегодовая норма осадков — 509 мм. Наименьшее количество осадков выпадает в марте и составляет 27 мм. Наибольшее количество осадков выпадает в июле, в среднем 58 мм.
| Показатель                    | Янв.  | Фев.  | Март | Апр. | Май  | Июнь | Июль | Авг. | Сен. | Окт. | Нояб. | Дек. | Год  |
| ----------------------------- | ----- | ----- | ---- | ---- | ---- | ---- | ---- | ---- | ---- | ---- | ----- | ---- | ---- |
| Средний суточный максимум, °C | −6,5  | −5,6  | 0,0  | 12,4 | 21,2 | 25,0 | 26,6 | 25,5 | 18,9 | 10,0 | 1,7   | −3,2 | 10,5 |
| Средняя температура, °C       | −10,1 | −9,4  | −3,6 | 7,6  | 15,3 | 19,1 | 20,9 | 19,7 | 13,6 | 6,1  | −1,1  | −6,2 | 6,0  |
| Средний суточный минимум, °C  | −13,6 | −13,1 | −7,1 | 2,8  | 9,4  | 13,3 | 15,2 | 13,9 | 8,4  | 2,2  | −3,8  | −9,2 | 1,5  |
| Норма осадков, мм             | 41    | 29    | 27   | 32   | 34   | 56   | 58   | 44   | 47   | 44   | 50    | 47   | 509  |
| Источник:                     |       |       |      |      |      |      |      |      |      |      |       |      |      |

Село Бобылевка, как и вся Саратовская область, находится в часовой зоне МСК+1. Смещение применяемого времени относительно UTC составляет +4:00.
Уличная сеть
В населённом пункте семь улиц: улица Береговая, улица Молодежная, улица Северная, улица Фомина, улица Центральная, улица Южная, улица Ярославская.

## Население
| 2002 | 2010 |
| ---- | ---- |
| 722  | ↘543 |

На основании данных переписи населения в 2010 году в селе проживало 543 человека, из них женщин 282, мужчин 261.

## Инфраструктура
На территории села имеются отделение связи, дом культуры, основная общеобразовательная школа, фельдшерско-акушерский пункт, действует коллективное сельскохозяйственное предприятие «Заря».

## Достопримечательности
- В селе находится важнейший памятник культовой архитектуры Саратовской области — каменная церковь во имя Пресвятой Троицы. 30 августа 1836 году состоялось освещение этого здания. Ансамбль с того периода не изменился и сохранил своё особенность. Здесь работает воскресная школа, организован детский хор, богослужения проводятся по воскресеньям и праздничным дням.
- Рядом с церковью сооружён памятник воинам освободителям.

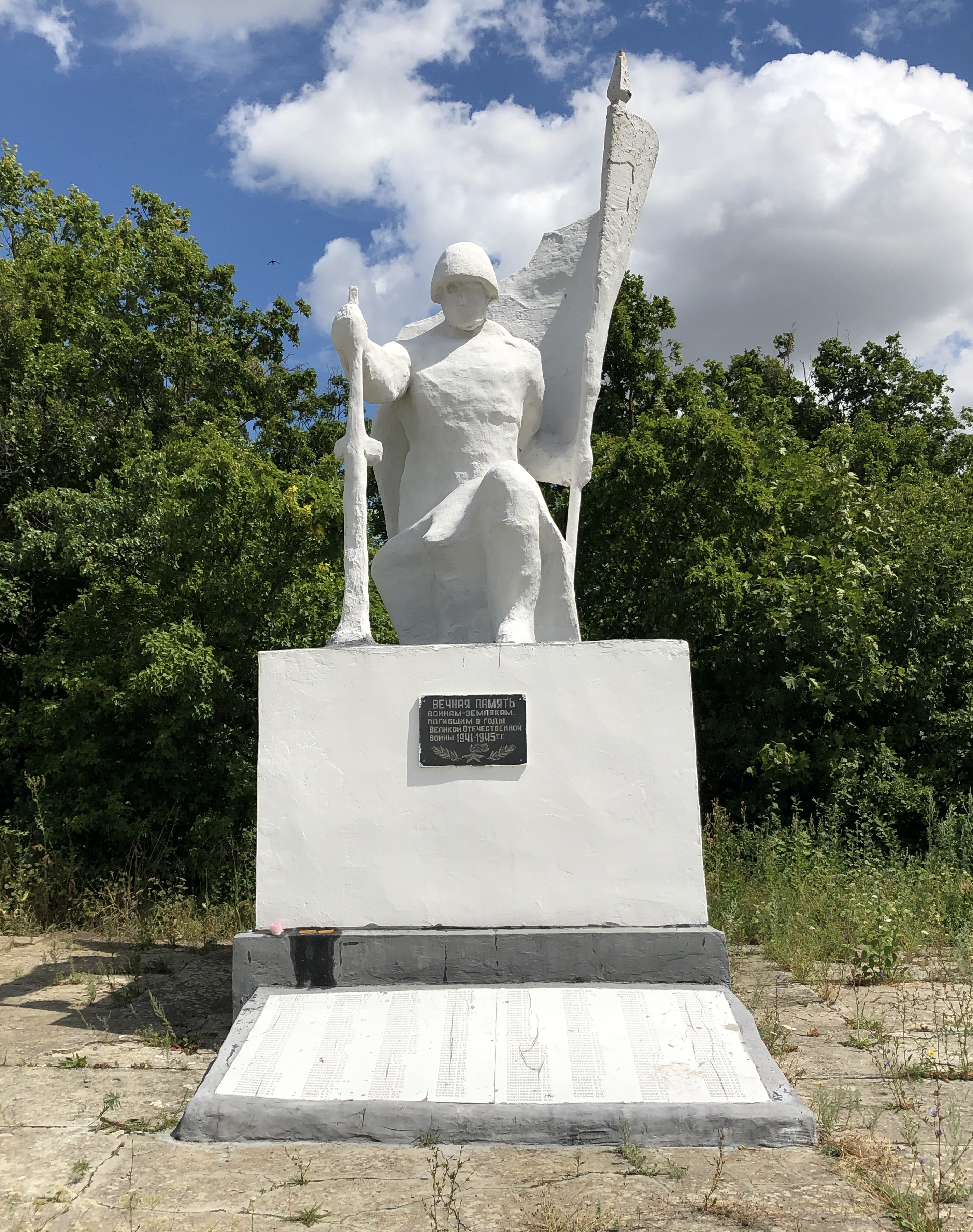
Памятник "Воинам-землякам" (с.Бобылёвка)

## Транспорт
Через село проходит автомобильная дорога в Тамбовскую область.
Ближайшие железнодорожные станции — Романовка на Тамбовско-Балашовской ветке.

## Известные люди села
- Веселовский, Борис Борисович (1880—1954) — доктор экономических наук, профессор.
- Кальжанов, Николай Гаврилович (1914—1987) — полковник-инженер (1956), организатор комплексных испытаний на объектах ракетно-космической техники.
- Львов, Николай Николаевич — проживал в селе, депутат I, III и IV Государственной думы, участник Белого движения, первопоходник.